# Barbara Bates
Barbara Bates (Denver, Colorado; 6 de agosto de 1925 - ibíd. 18 de marzo de 1969) fue una modelo, actriz de cine y televisión estadounidense, conocida por su papel de Phoebe en All About Eve (1950).

## Biografía
Barbara era la mayor de las tres hijas de una empleada postal, nacida en Denver, Colorado. Mientras crecía en Denver, estudió ballet y trabajó como una modelo adolescente en varios desfiles. La tímida joven fue persuadida para entrar en un concurso de belleza, el cual ganó, recibiendo dos pasajes ida y vuelta en tren a Hollywood, California. Dos días antes de regresar a su ciudad natal, se reunió  con Cecil Coan, un publicista de  United Artists, reunión que cambiaría el curso de su vida para siempre. Inició su carrera a los 19 años de edad.

## Carrera
En septiembre de 1944, Bates firmó un contrato con Universal Pictures después de que Cecil Coan la presentara al productor Walter Wanger. Poco después, fue elegida como una de las "Siete niñas Salome" en el drama de 1945 Salome Where She Danced, protagonizada por Yvonne De Carlo. Luego pasó los próximos años como actriz en stock, en pequeños papeles secundarios en películas y posando como pin-up para revistas como Yank, the Army Weekly y Life.  Fue una de esas sesiones de fotos que llamaron la atención de los ejecutivos de Warner Bros. que la contrataron en 1947. Apareció con algunas estrellas hollywoodienses como Bette Davis en June Bride  y Danny Kaye en  The Inspector General.
En 1949, el contrato de Bates con Warner Bros. se terminó cuando ella se negó a ir a Nueva York para promocionar el film The Inspector General . A pesar de haber sido despedida por la Warner Brothers, rápidamente firmó un contrato con 20th Century-Fox y a finales de ese mismo año, audicionó para el pequeño papel de Phoebe en All About Eve. Entre sus oponentes en la competencia estaba Zsa Zsa Gabor, sin embargo, Bates impresionó a los productores y se le concedió el papel.
Después de su aparición en All About Eve, coprotagonizó en Cheaper by the Dozen , y su secuela Belles on Their Toes , con Jeanne Crain y Myrna Loy. En 1951, obtuvo un papel junto a MacDonald Carey y Claudette Colbert en la comedia Let's Make It Legal.

### Filmografía
- 1945: Strange Holiday.............. Peggy Lee Stevenson
- 1945: Salome Where She Danced ........... Salomé de niña
- 1945: Lady On a Train
- 1945: This Love of Ours ......... Sra. Dailey
- 1945: The Crimson Canary ............ Chica
- 1946: A Night in Paradise ........... Doncella de palacio
- 1947: The Fabulous Joe ........... Debbie Terkel
- 1947: The Hal Roach Comedy Carnival ............ Debbie Terkle
- 1947: Always Together ........... Taquillera
- 1948: April Showers ........... Secretaria
- 1948: Romance On the High Seas .......... Azafata
- 1948: Johnny Belinda ........... Gracie Anderson
- 1948: June Bride ........... Jeanne Brinker
- 1948: El burlador de Castilla	(Adventures of Don Juan)
- 1949: One Last Fling ............ June Payton
- 1949: The House Across the Street ............. Beth Roberts
- 1949: The Inspector General .......... Leza
- 1950: Quicksand ............ Helen Calder
- 1950: Cheaper by the Dozen ............. Ernestine Gilbreth
- 1950: All About Eve .............. Phoebe
- 1951: I'd Climb the Highest Mountain ............... Jenny Brock
- 1951: The Secret of Convict Lake ........... Barbara Purcell
- 1951: Let's Make It Legal ............ Barbara Denham
- 1952: Belles on Their Toes .......... Ernestine Gilbreth
- 1952: The Outcasts of Poker Flat ............ Piney Wilson
- 1953: All Ashore ........... Jane Stanton
- 1953: The Caddy ............ Lisa Anthony
- 1954: Rhapsody ............  Effie Cahill
- 1956: House of Secrets ............ Judy Anderson
- 1957: Town on Trial .......... Elizabeth Fenner
- 1958: Apache Territory ........ Jennifer Fair
- 1962: Vivir de ilusión ........Cheerleader (final film role)

### Televisión
- 1953: The Revlon Mirror Theater, en el Episodio: "Summer Dance"
- 1954 /1955: It's a Great Life ........... Cathy "Katy" Morgan
- 1955: The Millionaire ............ Marian Curtis en el Episodio: "The Uncle Robby Story"
- 1955: Studio 57 ............. Elaine Hilton en el Episodio: "Tune Night"
- 1962: El Santo............. Helen Ravenna en el Episodio 5 de la primera temporada : "The Tourist Loaded" ( "La familia Ravenna" )

## Vida privada
A principios de 1945, se enamoró de Cecil Coan, su publicista, que se encontraba en ese momento casado y con cuatro hijos. En marzo de ese año, Coan se divorció de su esposa y se casó en secreto con Bates días más tarde.

## Últimos años
A pesar de una carrera aparentemente exitosa, la vida de Bates, tanto dentro como fuera de la pantalla, comenzó a declinar con el paso del tiempo. Se convirtió en víctima de cambios de humor extremos, inseguridad, mala salud, y depresión crónica. En 1954, obtuvo el papel de "Cathy" en la sitcom  de la NBC,  It's a Great Life, coprotagonizada por Frances Bavier como su madre, Amy Morgan y James Dunn como su tío "Earl Morgan". Después de siete episodios,  fue despedida debido a su comportamiento errático y depresión. Bates, entonces trató de salvar su carrera y viajó a Inglaterra para buscar trabajo. Continuó siendo muy emocionalmente inestable para trabajar y en 1957, su contrato con la Rank Organisation fue cancelada. Su última aparición en pantalla fue en un episodio de la serie El Santo  que salió al aire en noviembre de 1962.
En 1960, junto a su esposo se mudaron de nuevo a la Estados Unidos y consiguieron un apartamento en Beverly Hills. Más tarde en ese mismo año,  a Coan le fue diagnosticado cáncer. Bates permaneció dedicada a su marido y rara vez salía de casa, pero el esfuerzo fue demasiado para ella. Se intentó suicidar cortándose las muñecas y fue trasladada de urgencia al hospital Cedars-Sinai Hospital, donde se recuperó.

## Suicidio
En enero de 1967, el esposo de Bates, Cecil Coan, murió del cáncer. Devastada por su fallecimiento, cayó aún más en la depresión. Se retiró de nuevo a Denver y se alejó completamente del espectáculo. Durante un tiempo, trabajó como secretaria, como asistente dental, y como ayudante de hospital. En diciembre de 1968 se casó por segunda vez con un amigo de la infancia, el deportista William Reed. A pesar de su nuevo matrimonio, Barbara estaba cada vez más abatida y deprimida. 
El 18 de marzo de 1969, pocos meses después de su matrimonio con Reed, Barbara Bates se suicidó en el garaje de su madre producto de un envenenamiento por monóxido de carbono. Tenía 43 años de edad.